# Leonardo Fioravanti (Mediziner)

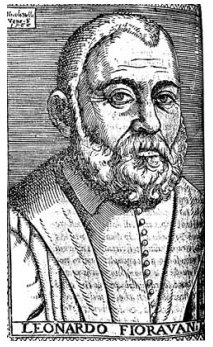
Leonardo Fioravanti

Leonardo Fioravanti (* 1518; † 1588 in Bologna) war ein italienischer Arzt in der Renaissance.

## Leben
Fioravanti begann seine Praxis in Spanien sowie im spanisch beherrschten Sizilien und in Neapel. Fioravanti lebte dann in Rom und Venedig und starb schließlich in Bologna. Zu Fioravantis zahlreichen Schriften zählen Werke über die Bekämpfung der Pest (1565), über die Beziehung zwischen Medizin und Alchemie (1571) und über Chirurgie (1582). Fioravanti soll erstmals die Milz operativ entfernt und ein Gegengift für Arsenvergiftung gebraucht haben.
Unter anderem vertrat er die Theorie, dass die Syphilis das Resultat des von den Söldnern Karls VIII. bei der Belagerung von Neapel 1494 angeblich praktizierten Kannibalismus sei und führte als Beleg von ihm ausgeführte Experimente mit Ferkeln und Hundewelpen an, die nach einer „kannibalischen“ Diät Geschwüre und Haarausfall bekommen hätten, beides bekannte Symptome der Syphilis.

## Werke

De' capricci medicinali, 1670

- Capricci Medicinali (Venedig 1561)
- Secreti medicinali (Venedig 1561)
- Dello Specchio Di Scientia Universale (Venedig 1564)
- Del Regimento Della Peste (Venedig 1565)
- Del Compendio de i Secreti rationali (Venedig 1566)
- La Cirurgia (Venedig 1582)
- Della Fisica (Venedig 1582)
- Il Tesoro Della Vita Humana (Venedig 1582)